# Kleinblütiger Ahorn

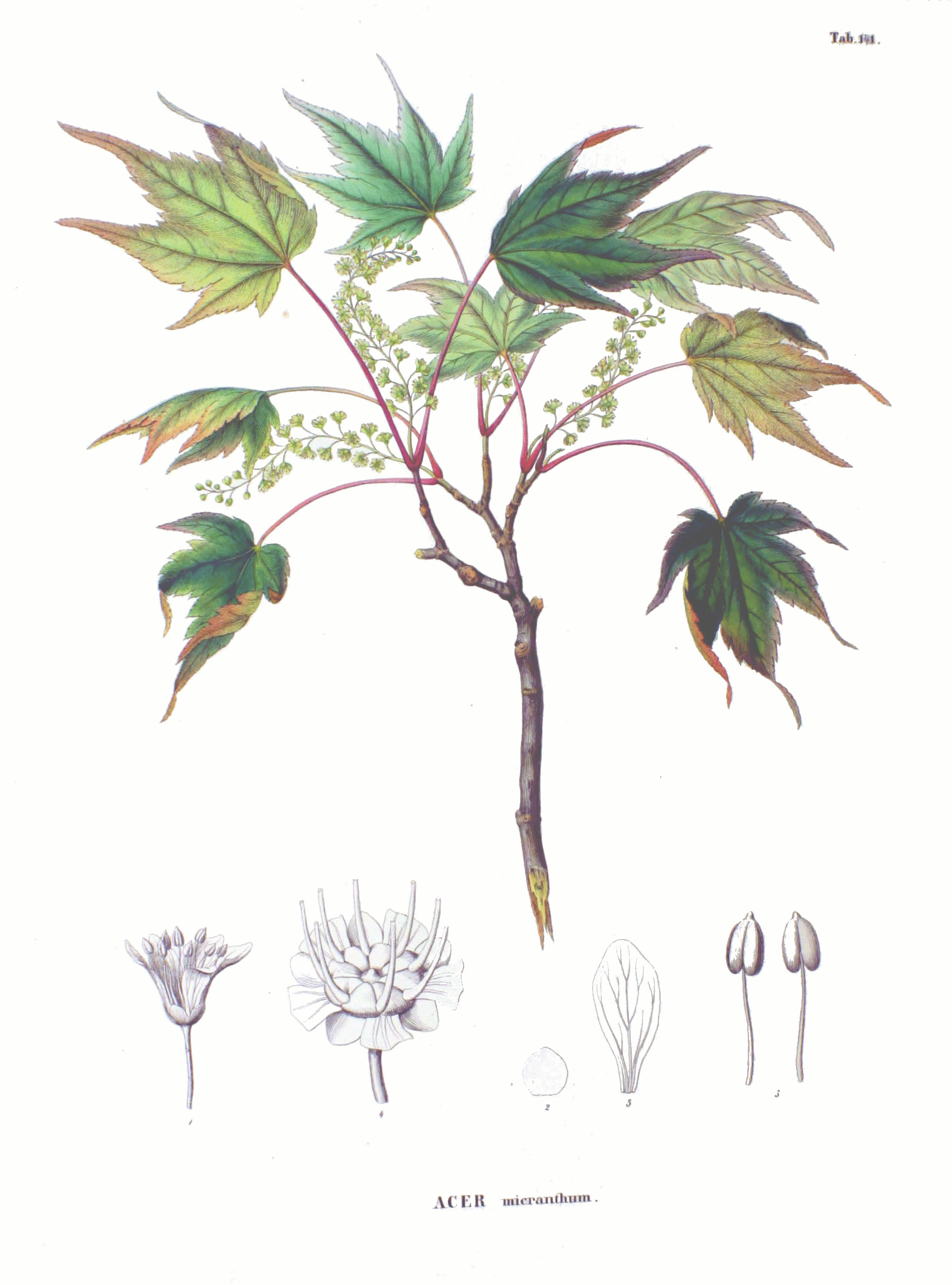
Illustration

Der Kleinblütige Ahorn (Acer micranthum) ist eine Pflanzenart aus der Gattung der Ahorne (Acer) in der Familie der Seifenbaumgewächse (Sapindaceae). Das natürliche Verbreitungsgebiet liegt in Japan.

## Beschreibung

### Vegetative Merkmale
Der laubabwerfende Kleinblütige Ahorn ist ein bis über 10 Meter hoher, stark verzweigter Strauch oder kleiner Baum. Der Stammdurchmesser kann selten bis über 1,2 Meter erreichen. Die purpurrötliche bis grüne, schwach weiß gestreifte Rinde der dünnen Zweige ist kahl. Die glatte Borke ist gräulich bis braun-grau. Die Art kann einige hundert Jahre alt werden.
Die gegenständig an den Zweigen angeordneten Laubblätter sind in Blattstiel und -spreite gegliedert. Der rinnige und rötliche, kahle Blattstiel ist bis 7 Zentimeter lang. Die ei- und herzförmige, geschwänzte Blattspreite ist geteilt und fünf-, selten siebenlappig und spitzig doppelt gesägtem Rand. Die großen Lappen sind meist spitzig gelappt und geschwänzt, die kleinen spitz. Die Blattoberseite ist kahl, die hellere Unterseite weist oft Achselbärte aufweisen. Die Laubblätter färben sich im Herbst rot bis orangegelb, selten auch goldgelb.

### Generative Merkmale
Der Kleinblütige Ahorn ist zweihäusig diözisch. Die Blütezeit liegt im Mai. Die relativ kleinen Blüten sind in kurzen, bis 10 Zentimeter langen, end- oder achselständigen, vielblütigen, oft hängenden und rötlichen traubigen Blütenständen angeordnet. Die kleine, weißlich-grüne, funktionell eingeschlechtliche und fünfzählige, gestielte Blüte ist radiärsymmetrisch mit doppelter Blütenhülle. Die Blütenstiele sind rötlich. Der Griffel, die Narbenäste und die Staubfäden sowie die Antheren sind rötlich. Bei den weiblichen Blüten sind Staminodien mit Antheroden, bei den männlichen acht Staubblätter und ein Pistillode vorhanden. Es ist jeweils ein Diskus vorhanden.
Die Flügelnüsse sind 1 bis 2 Zentimeter lang. Die Flügel der zweiteiligen Spaltfrucht sind waagrecht oder stumpfwinkelig gespreizt.

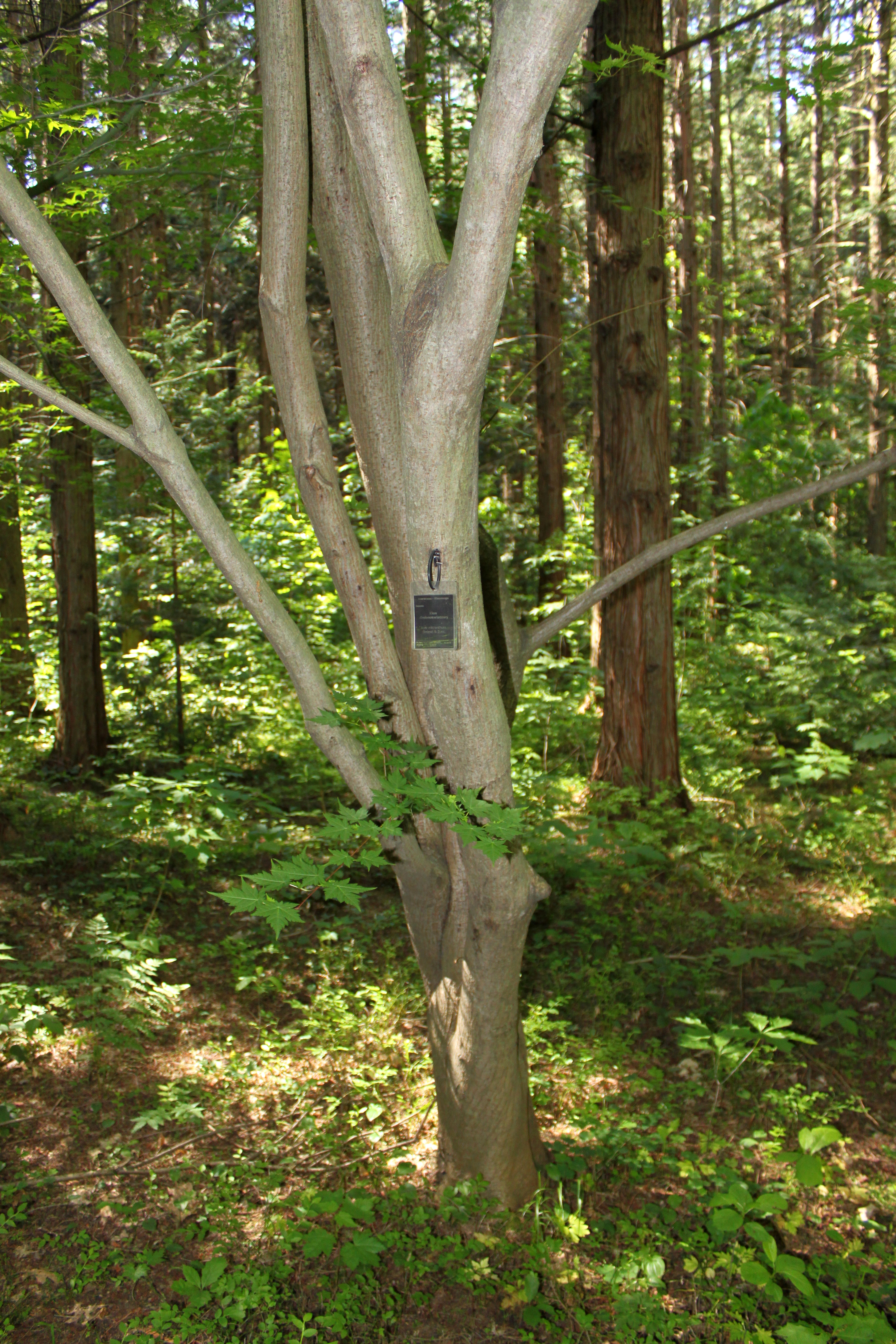
Stamm
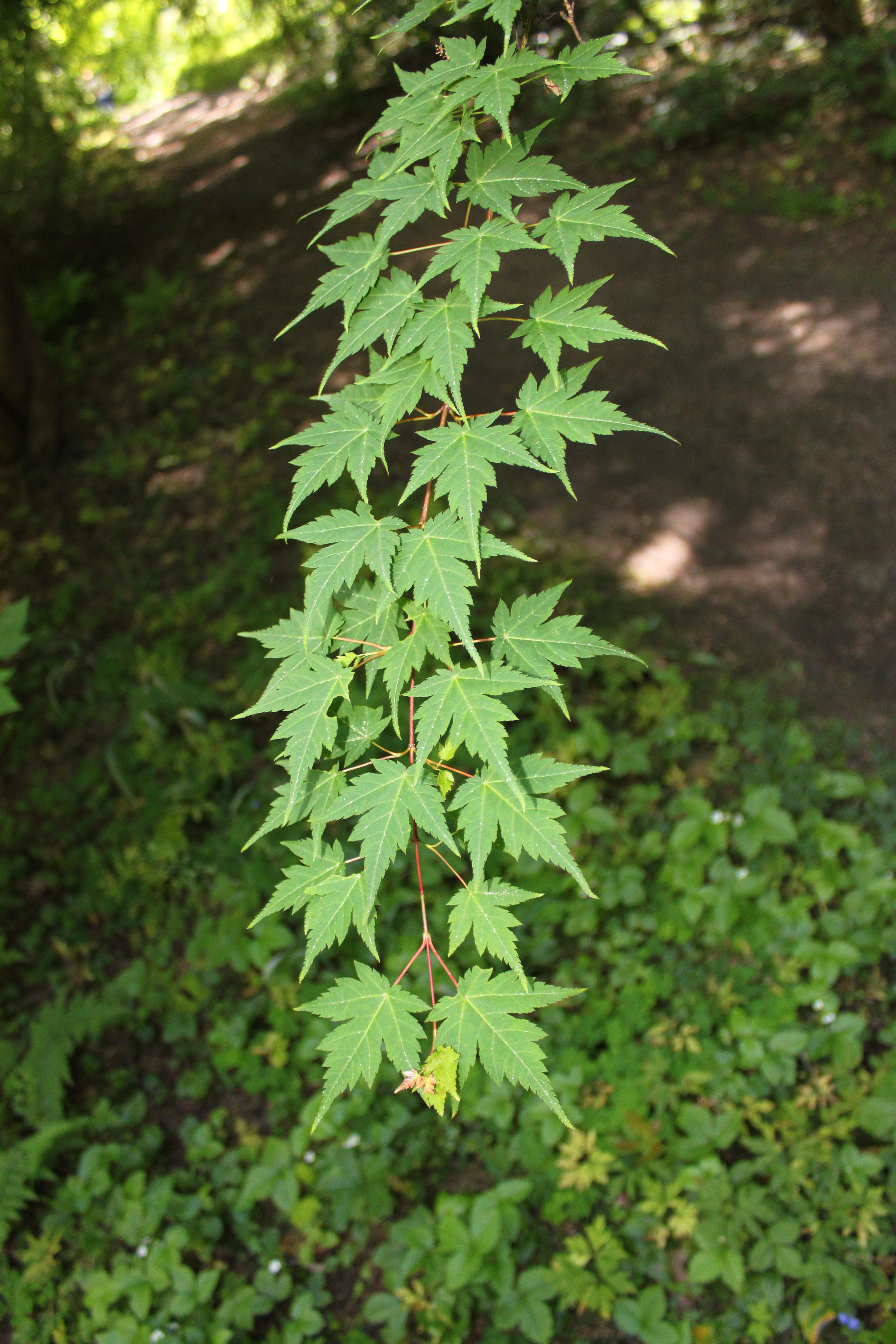
Zweig mit Laubblättern
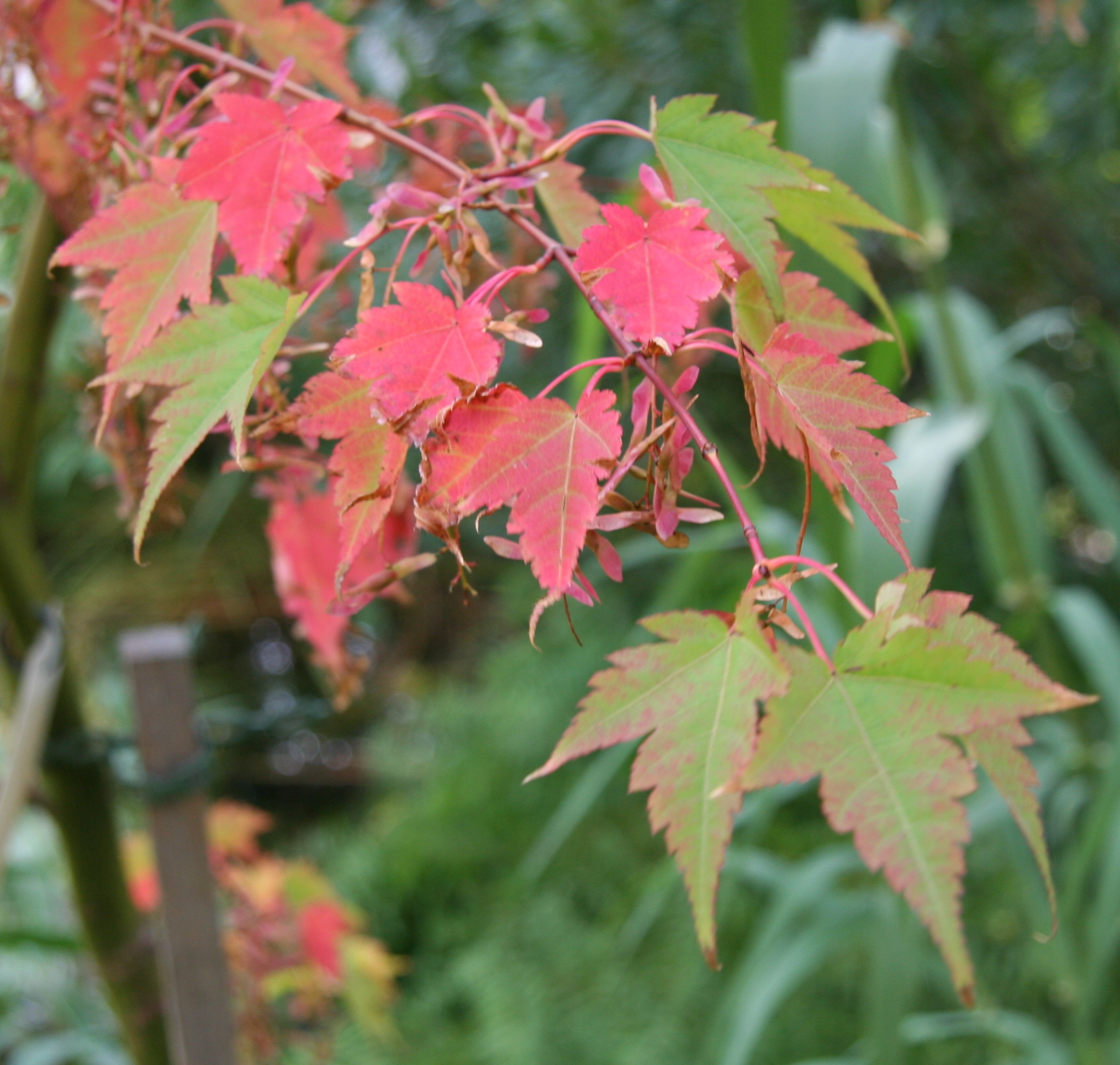
Herbstfärbung
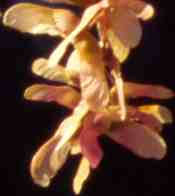
Flügelnüsse

## Vorkommen
Der Kleinblütige Ahorn kommt nur auf den japanischen Inseln Honshū, Kyushu und Shikoku vor. Der Kleinblütige Ahorn wächst in kühlfeuchten Wäldern, auf frischen bis feuchten, durchlässigen, mäßig nährstoffreichen, sauren bis neutralen, sandig- oder kiesig-humosen Böden an sonnigen bis lichtschattigen Standorten. Der Kleinblütige Ahorn ist meist frosthart.

## Systematik
Die Erstbeschreibung erfolgte von Acer micranthum 1845 durch Philipp Franz von Siebold und Joseph Gerhard Zuccarini in Abhandlungen der Mathematisch-Physikalischen Classe der Königlich Bayerischen Akademie der Wissenschaften. München, Band 4, 2, S. 155.
Die Art Acer micranthum gehört zur Sektion Macrantha in der Gattung Acer.

## Verwendung
Der Kleinblütige Ahorn wird selten aufgrund ihrer beeindruckenden Herbstfärbung als Ziergehölz verwendet.